# Левки (Прилукский район)
Левки (укр. Левки) — село в Прилукском районе Черниговской области Украины. Население — 87 человек. Занимает площадь 0,746 км².
Код КОАТУУ: 7424184203. Почтовый индекс: 17540. Телефонный код: +380 4637.

## Власть
Орган местного самоуправления — Колесниковский сельский совет. Почтовый адрес: 17540, Черниговская обл., Прилукский р-н, с. Колесники, ул. Независимости, 1.

## История
- Хутор был приписан к  Покровской церкви в Сезьках [2][3]

- В 1862 году в деревне владельческой и казеной Левки было 72 двора где проживало 326 человек (150 мужского и 176 женского пола)[4]

- Есть на карте 1869 года[5]